# Melker Widell
Viktor Melker Widell (Billeberga, 19 april 2002) is een Zweeds voetballer die doorgaans als centrale middenvelder. Hij genoot zijn jeugdopleiding bij het Zweedse IK Wormo en Malmö FF, sinds januari 2025 komt hij uit voor Swansea City.

## Interlandcarrière
Viktor speelde in de jeugd al voor het Zweedse nationale selectie onder 16 en onder 21. In maart 2025 werd hij voor de eerste keer opgeroepen voor Zweden, zijn debuut maakte hij op 25 maart 2025, toen bondscoach Jon Dahl Tomasson hem in de 86e minuut liet invallen voor Benjamin Nygren in een 5-1 gewonnen oefeninterland tegen Noord-Ierland.

## Privéleven
Melker is de oudere broer van voetballer Casper Widell.

1 Fisher ·
2 Key ·
4 Fulton ·
5 Cabango  ·
9 Vipotnik ·
10 Eom ·
11 Ginnelly ·
14 Tymon ·
15 Burgess ·
17 Franco ·
20 Cullen ·
22 Vigouroux ·
23 Santos ·
24 Wales ·
26 Widell ·
26 Casey ·
27 Inoussa ·
29 Farman ·
30 Galbraith ·
31 Cooper ·
35 Ronald ·
41 Parker ·
45 Congreve ·
50 Lissah ·
Coach: Sheehan